# Paul Gaffarel
Paul Louis Jacques Gaffarel (2. října 1843, Moulins – 27. prosince 1920, Marseille) byl francouzský historik. Zabýval se převážně dějinami francouzského kolonialismu v období císařství.

## Život
Vystudoval École normale supérieure, titul získal v roce 1869 za práci Étude sur les rapports de l'Amérique et de l'ancien continent avant Christophe Colomb.

## Dílo
- Histoire de la Floride française, 1875
- Le langue Tupi: Jean de Léry, 1877
- Les Colonies françaises, 1880
- Le portulan de Malartic, 1889
- Bonaparte et les républiques italiennes (1796-1799), 1895